# Jüdischer Friedhof (Jiřice u Miroslavi)
Koordinaten: 48° 54′ 48,2″ N, 16° 23′ 41″ O

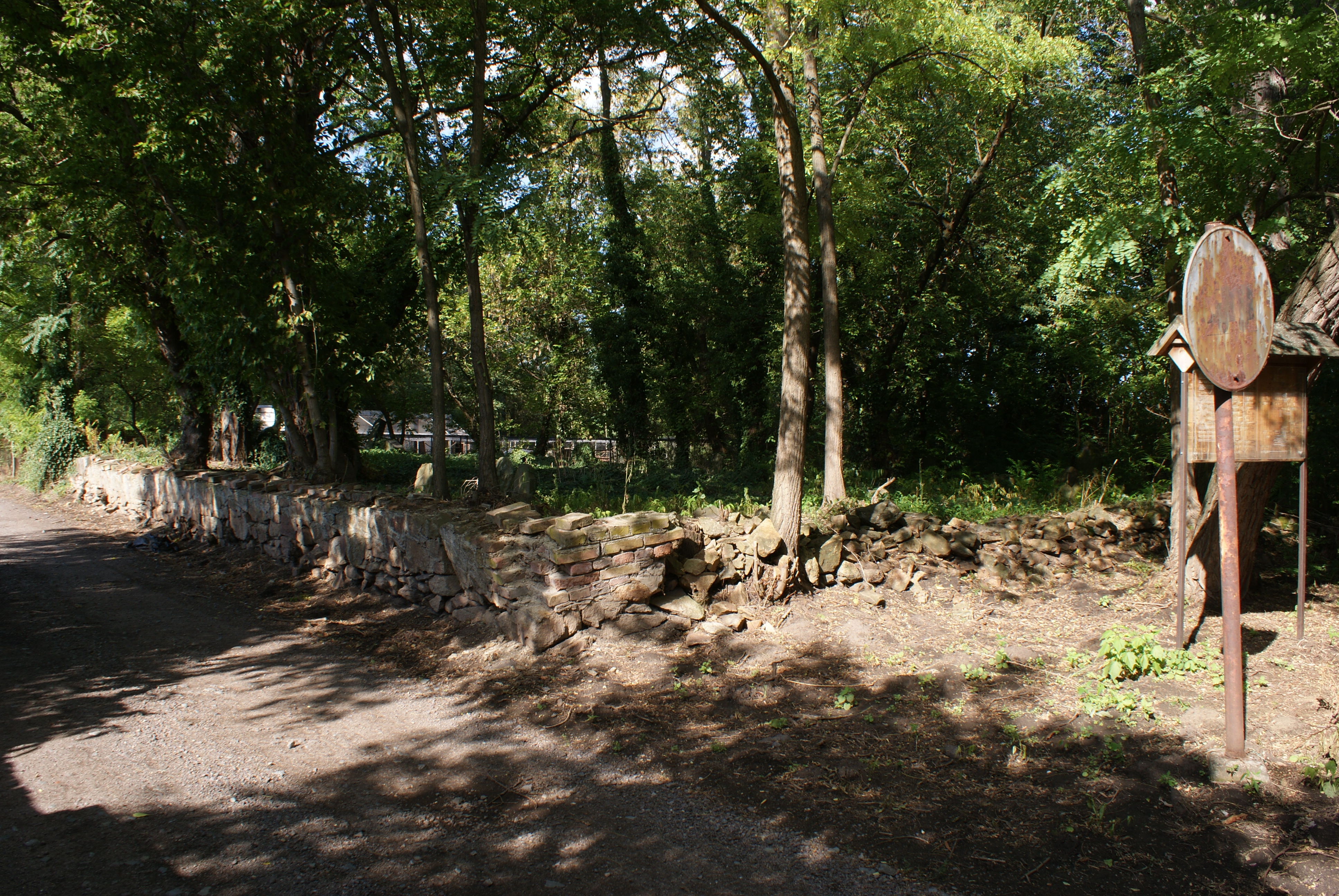
Jüdischer Friedhof in Jiřice u Miroslavi

Der Jüdische Friedhof in Jiřice u Miroslavi (deutsch Irritz), einer Gemeinde in der Südmährischen Region in Tschechien, wurde im 18. Jahrhundert angelegt. Auf dem jüdischen Friedhof befinden sich heute nur noch wenige Grabsteine (Mazevot), die fast völlig von der Vegetation überwuchert sind.
Ein alter, bereits aus dem 17. Jahrhundert stammender jüdischer Friedhof wurde im 18. Jahrhundert durch einen neuen Friedhof ersetzt.